# 青柳龍之介
青柳 龍之介（あおやぎ りゅうのすけ、2002年8月10日 - ）は、ジャパンラグビーリーグワンのヤクルトレビンズ戸田に所属する、ラグビーユニオン選手。

## 来歴
國學院大學栃木高等学校では、新高2となる春に全国高等学校選抜ラグビーフットボール大会に出場。高2の冬には花園（全国高等学校ラグビーフットボール大会）2回戦・3回戦に出場。
2021年、帝京大学に進学。4年次に関東大学対抗戦の慶應義塾大学戦に控えで出場。
2025年4月2日、ジャパンラグビーリーグワンのヤクルトレビンズ戸田に加入したことを発表した。